# 中世紀中國的歐洲人
根據歷史文獻和考古出土文物等證據，人們認為在元代有成千上萬的歐洲人活躍於在中國。 這些人來自中世紀中期至中世紀後期傳統上屬於基督教世界的地區，他們造訪、從事貿易、從事基督教傳教工作或生活於中國等。這主要發生在13世紀下半葉和14世紀上半葉，與蒙古帝國的統治時期重疊，該帝國當時統治歐亞大陸的大部分地區，並因而將歐洲與元朝所轄地區相連結。 以希臘和安納托利亞為中心的拜占庭帝國與中國的唐朝、宋朝、明朝等政權保持通信往來，而羅馬教廷則向早期的蒙古帝國及其首都元大都（原址今屬北京）派遣了數名傳教士和大使等。在這些與西方的接觸之前，漢代中國與希臘化的希臘人和羅馬人之間發生了相對稀少的互動。
主要分佈在蒙古首都哈拉和林等地，歐洲傳教士和商人在一段被歷史學家稱為“蒙古治世”的時期，在蒙古國境內周遊。也許這種人群運動和貿易加劇的最顯著的政治結果是法蘭克-蒙古同盟，儘管後者從未完全實現，至少沒有以一致的方式實現。 1368年明朝的建立和漢族本土統治的重建導致歐洲商人和羅馬天主教傳教士停止在中國居住。直到大航海時代的1510年代期間，葡萄牙探險家和耶穌會傳教士抵達明朝中國南部海岸，與歐洲人的直接接觸才加以恢復。

## 重要相關人物
- 加大利納·維里奧尼：一名14世紀居於揚州的義大利女性，家族以營商為生
- 馬可·波羅
- 鄂多立克
- 若望·孟高維諾
- 柏郎嘉賓
- 魯不魯乞
- 拉班·掃馬